# Was frag ich nach der Welt
Was frag ich nach der Welt, BWV 94, ist eine Kirchenkantate von Johann Sebastian Bach, geschrieben 1724 in Leipzig für den neunten Sonntag nach Trinitatis, den 6. August 1724.

## Geschichte und Text
Die Kantate ist eine Choralkantate aus Bachs zweitem Kantatenjahrgang in Leipzig. Sie basiert auf dem Choral in acht Strophen des Dichters Balthasar Kindermann. Ein unbekannter Textdichter formte den Choral zu einem Kantatentext um, indem er die Strophen 1, 3, 5, 7 und 8 beibehielt, 3 und 5 erweitert durch Rezitative, und 2, 4 und 6 zu Arien umformulierte. Die vorgeschriebenen Lesungen sind 1 Kor 10,6–3  und Lk 16,1–9 , das Gleichnis vom ungerechten Diener. Der Kantatentext knüpft nur allgemein an die Lesungen an und leitet aus „die Kinder dieser Welt sind klüger als die Kinder des Lichts“ den Gegensatz zwischen der vergänglichen Welt und Jesus ab, der das Thema der Kantate ist.

## Besetzung und Struktur
Die Kantate ist gesetzt für vier Solisten und einen vierstimmigen Chor, Traversflöte, zwei Oboen, zwei Violinen, Viola, Orgel und Basso continuo.
1. Coro (Konzertante Flöte): Was frag ich nach der Welt (1. Strophe)
2. Aria (Bass): Die Welt ist wie ein Rauch und Schatten (2.)
3. Chorale e recitativo (Tenor, Oboen): Die Welt sucht Ehr und Ruhm (3.)
4. Aria (Alt, Flöte): Betörte Welt, betörte Welt! (4.)
5. Chorale e recitativo (Bass): Die Welt bekümmert sich (5.)
6. Aria (Tenor, Streicher): Die Welt kann ihre Lust und Freud (6.)
7. Aria (Sopran, Oboe): Es halt es mit der blinden Welt (6.)
8. Choral: Was frag ich nach der Welt! (7. und 8.)

## Musik
Der Eingangschor wird von einer konzertierenden Flöte dominiert. Bach schrieb hier zum ersten Mal für eine Kantate in Leipzig virtuose Flötenmusik. Wahrscheinlich stand ihm ein ausgezeichneter Spieler zur Verfügung. Zwei Themen des Ritornells von 12 Takten, eins für die Flöte, ein anderes für die Streicher und Oboen, sind aus der Choralmelodie, O Gott, du frommer Gott (1648), abgeleitet. Der Cantus firmus wird vom Sopran gesungen. Die lebhafte Musik in D-Dur scheint die Welt eher zu beschreiben als zu verneinen, wie der Text es tut.
In der Bass-Arie mit Continuo, die die Welt mit „Rauch und Schatten“ vergleicht, illustrieren herabstürzende Motive das Vergehen, Fallen und Brechen, während Haltetöne, zum Beispiel auf „besteht“, für Stabilität stehen.
Im dritten Satz singt der Tenor den Choral reich ausgeziert. Die Begleitung durch zwei Oboen und Continuo ist ähnlich dem (späteren) Er ist auf Erden kommen arm im Weihnachtsoratorium, Satz 7 von Teil I.
In der folgenden Alt-Arie, in der die Welt als „Betrug und falscher Schein“ erscheint, wird wieder von der Flöte dominiert. Die Arien für Tenor und Sopran sind im Tanzrhythmus geschrieben, Pastorale und Bourrée, auch sie stellen eher die Welt dar als Ekel vor ihr. Die Kantate wird mit zwei Choralstrophen im schlichten vierstimmigen Satz beschlossen.

### Verweise
Bach verwendete Kindermanns Choral Was frag ich nach der Welt auch in der Kantate Sehet, welch eine Liebe hat uns der Vater erzeiget (BWV 64) für den 3. Weihnachtstag 1723 in Leipzig.
Die verwendete Melodie ist auch die Basis für die Kantate Gelobet sei der Herr, mein Gott, BWV 129.

## Einspielungen
LP / CD
- Die Bach Kantate, Vol. 46. Helmuth Rilling, Gächinger Kantorei, Bach-Collegium Stuttgart, Helen Donath, Else Paaske, Aldo Baldin, Wolfgang Schöne. Hänssler, 1974.
- J. S. Bach: Das Kantatenwerk – Sacred Cantatas, Vol. 5. Nikolaus Harnoncourt, Tölzer Knabenchor, Concentus Musicus Wien, Paul Esswood, Kurt Equiluz, Philippe Huttenlocher. Teldec, 1979.
- J. S. Bach: Complete Cantatas, Vol. 11. Ton Koopman, Amsterdam Baroque Orchestra & Choir, Sibylla Rubens, Annette Markert, Christoph Prégardien, Klaus Mertens. Antoine Marchand, 1999.
- J. S. Bach: Cantatas BWV 9, 94 & 187. Sigiswald Kuijken, La Petite Bande, Midori Suzuki, Magdalena Kožená, Knut Schoch, Jan van der Crabben. Deutsche Harmonia Mundi, 1999.
- J. S. Bach: Cantatas Trinity Cantatas I. John Eliot Gardiner, Monteverdi Choir, English Baroque Soloists, Katharine Fuge, Daniel Taylor, James Gilchrist. Archiv Produktion, 2000.
- J. S. Bach: Cantatas Vol. 11  – Cantatas from Leipzig 1723 II. Masaaki Suzuki, Bach Collegium Japan, Yukari Nonoshita, Robin Blaze, Jan Kobow, Peter Kooij. BIS, 2002.

DVD
- Was frag ich nach der Welt. Kantate BWV 94. Rudolf Lutz, Chor und Orchester der J. S. Bach-Stiftung, Núria Rial, Margot Oitzinger, Daniel Johannsen, Dominik Wörner. Samt Einführungsworkshop sowie Reflexion von Manfred Papst. Gallus Media, 2015.[2]